# Titularbistum Forum Clodii
Forum Clodii (Foroclodiensis) ist ein Titularbistum der römisch-katholischen Kirche.
Es geht auf einen Bischofssitz in der untergegangenen Stadt Forum Clodii im Bereich der heutigen Gemeinde Bracciano zurück, die sich in der italienischen Region Latium befindet.
| Titularbischöfe von Forum Clodii |                                                  |                                               |                   |                  |
| Nr.                              | Name                                             | Amt                                           | von               | bis              |
| 1                                | Emilio Baroncelli                                | emeritierter Bischof von Recanati (Italien)   | 15. Februar 1968  | 6. Dezember 1972 |
| 2                                | Giovanni Canestri Titularerzbischof pro hac vice | Weihbischof in Rom (Italien und Vatikanstadt) | 8. Februar 1975   | 22. März 1984    |
| 3                                | Angel Gelmi Bertocchi                            | Weihbischof in Cochabamba (Bolivien)          | 4. April 1985     | 17. Juni 2016    |
| 4                                | Javier Salinas Viñals                            | Weihbischof in Valencia (Spanien)             | 8. September 2016 |                  |